# Jaskierek
Jaskierek (Ceratocephala) – rodzaj roślin zielnych z rodziny jaskrowatych (w niektórych ujęciach systematycznych bywa włączany do rodzaju jaskier Ranunculus). Obejmuje 4 gatunki występujące na obszarze od północnej Afryki, poprzez Europę i Azję do wysp południowo-zachodniego Pacyfiku. W Polsce tylko jeden gatunek przejściowo zawlekany – jaskierek podolski C. testiculata.

## Morfologia
PokrójNiewielkie rośliny jednoroczne o wzniesionej łodydze.
LiścieTylko odziomkowe, część z nich jest niepodzielona i równowąska, inne są podzielone na trzy części, te z kolei podzielone są na równowąskie łatki.
KwiatyPojedyncze, rozwijają się na szczycie pędu. Są obupłciowe i promieniste. Działki kielicha odpadające, w liczbie 5. Płatki korony w liczbie od 3 do 5 są żółte, wąskojajowate. Pręcików jest kilka, do 10. Owocolistki liczne (powyżej 10).
OwoceNiełupki tworzące kulisty lub cylindryczny owoc zbiorowy.

## Systematyka
Pozycja systematyczna
Rodzaj z plemienia Ranunculeae z podrodziny Ranunculoideae z rodziny jaskrowatych Ranunculaceae. W ujęciach systematycznych bardzo szeroko definiujących rodzaj jaskier Ranunculus rodzaj Ceratocephala nie jest wyróżniany i gatunki tu zaliczane włączane są do Ranunculus sensu lato. Alternatywnie grupa drobnych, bazalnych rodzajów z plemienia Ranunculeae jest wyróżniana, a rodzaj Ranunculus jest wąsko ujmowany (sensu stricto, aczkolwiek obejmując dawniej wyróżniane rodzaje Batrachium, Aphanostemma i Gampsoceras). Rodzaj Ceratocephala jest siostrzany względem rodzaju mysiurek Myosurus. 
Wykaz gatunków
- Ceratocephala caulifolia Qureshi & Chaudhri
- Ceratocephala falcata (L.) Pers.
- Ceratocephala pungens Garn.-Jones
- Ceratocephala testiculata (Crantz) Roth – jaskierek podolski